# Челбака
Челбака (также овраг Чолбакадере, без названия; укр. Челбака, крымскотат. Çolbaqa, Чолбакъа) — маловодная река (балка) на Южном берегу Крыма, на территории городского округа Ялта. Длина водотока 5,1 километра, площадь водосборного бассейна — 12,9 км².

## Название
В справочнике «Поверхностные водные объекты Крыма» и других современных работах значится, как река без названия у Понизовки. Пётр Паллас в труде «Наблюдения, сделанные во время путешествия по южным наместничествам Русского государства в 1793—1794 годах» употребил название Хорис-Узеен, на военно-топографической карте 1842 года река подписана, как овраг Чолбакадрос (вариант прочтения Чолбакадере). На современных туристических картах, наполняемых по работам Игоря Белянского, река названа Челбака.
Водоток начинается у Старого Севастопольского шоссе, течёт почти на юг и впадает в Чёрное море у мыса Троицы в посёлке Понизовка. Река притоков не имеет, водоохранная зона установлена в 50 м.